# غار تجرگ
غار تجرگ مربوط به دوران پیش از تاریخ ایران باستان تا دوران‌های تاریخی پس از اسلام است و در شهر قائن، روستای تجرگ کلاته ترشاب واقع شده و این اثر در تاریخ ۷ مهر ۱۳۸۱ با شمارهٔ ثبت ۶۵۲۰ به‌عنوان یکی از آثار ملی ایران به ثبت رسیده است.